# Philippe Kpodzro
Philippe Kpodzro, de son nom complet Philippe Fanoko Kossi Kpodzro, né le 30 mars 1930 à Tomégbé  (Togo français, Afrique-Occidentale française) et mort le 9 janvier 2024 en Suède, est un homme d'Église togolais. 
Ordonné évêque d'Atakpamé le 2 mai 1976, il y exerce son ministère durant seize ans et demi, avant d'être nommé archevêque de Lomé le 17 décembre 1992. Il occupe cette dernière fonction jusqu'au 8 juin 2007, date à laquelle il prend sa retraite.
Outre son ministère épiscopal, Philippe Kpodzro exerce durant deux ans et demi la fonction de président de l'Assemblée nationale du 20 août 1991 à février 1994. Durant sa retraite, il continue à prendre position sur des questions politiques, notamment durant les périodes électorales, ce qui lui est reproché et lui vaut parfois des menaces.

## Biographie

### Jeunesse et formation
Philippe Kpodzro naît le 30 mars 1930 à Tomégbé, un village de la région des Plateaux, à une cinquantaine de kilomètres à l'ouest d'Atakpamé ; il est le troisième d’une fratrie de six enfants.
Il suit des études au petit séminaire de Ouidah au 
Bénin, puis part pour Rome afin d'y suivre des études de philosophie et de théologie en vue du sacerdoce.

### Évêque d'Atakpamé
Le 3 janvier 1976, Paul VI nomme Philippe Kpodzro évêque d'Atakpamé. Cette nomination est très mal perçue par le pouvoir en place. Les troubles sont tels que l'ordination épiscopale, présidée par Paul Zoungrana doit avoir lieu le 2 mai 1976 à Lomé et non dans le diocèse. Par la suite, durant quatre ans, le nouvel évêque est empêché d'accéder à son diocèse et doit le diriger depuis Lomé.

### Archevêque de Lomé
Le 17 décembre 1992, Philippe Kpodzro est nommé archevêque de Lomé. Il dirige également la Conférence épiscopale du Togo de 1992 à 2006.

### Fonctions politiques
Outre ses fonctions épiscopales, Philippe Kpodzro est appelé pour diriger la Conférence nationale souveraine du 1er juillet au 28 août 1991. Cette nomination lui est proposée après le refus de plusieurs d'autres évêques approchés précédemment. Cette mission lui vaut d'ailleurs une prise en otage par des militaires durant deux jours, les 22 et 23 octobre 1992,.
Par la suite, Philippe Kpodzro est nommé président de l'Assemblée nationale provisoire du 20 août 1991 à février 1994,.

### Prises de position
En 2005, à la suite du décès du président Gnassingbé Eyadema, Philippe Kpodzro organise avec d’autres religieux et l’ordre des avocats une marche pacifique pour tenter de résoudre la crise que connaît alors le pays.
En décembre 2018, à l'occasion des élections législatives, Philippe Kpodzro appelle le pouvoir à reporter les élections, le temps que s'apaisent les tensions politiques qui sont à l'œuvre.
À la fin de l'année 2019, après la révision constitutionnelle et en prévision de l'élection présidentielle, il appelle de ses vœux une alternance et constitue à ce sujet une « plate-forme revendicative » portant sur dix-huit points, visant à améliorer la fiabilité et la transparence du processus électoral au Togo. Il souhaite qu'en face du président sortant puisse émerger un candidat unique d'opposition. Il échoue toutefois à convaincre l'Alliance pour le changement et le Parti national panafricain de rejoindre cette coalition. Il soutient explicitement Agbéyomé Kodjo, ce qui lui est reproché autant par des membres du gouvernement que par certains évêques. La conférence épiscopale togolaise affirme sa neutralité et considère que les opinions de l'archevêque émérite n'engagent que lui,.
Le 16 mars 2020, à l'issue de l'élection présidentielle, il s'insurge contre la levée de l'immunité parlementaire d'Agbéyomé Kodjo, qui s'est autoproclamé président alors que les résultats donnent Faure Gnassingbé, que Philippe Kpodzro qualifie de « Père-Dinosaure », largement gagnant. Son intervention repousse provisoirement cette levée d'immunité. En revanche, les domiciles de Kodjo et de Kpodzro restent encerclés par l'armée,.
Le 18 janvier 2021, Philippe Kpodzro interpelle par écrit publiquement son successeur Nicodème Barrigah, lui enjoignant de dire « la vérité » concernant le «  rôle de médiateur  » dont l’aurait chargé le régime politique en place, qu'il qualifie de « dictature sanguinaire » ; il épingle au passage deux prêtres, Pierre Marie Chanel Affognon, directeur national de l’enseignement catholique et aumônier national des cadres catholiques du Togo, et Gustave Sanvee, le secrétaire général du Conseil épiscopal justice et paix,.

### Fin de vie et mort
Les trois dernières années de sa vie, Philippe Kpodzro est en exil en Suède, où il décède le 9 janvier 2024,.